# Live Invasion
Live Invasion je prvním živým albem německé power metalové skupiny Freedom Call, které bylo vydáno 19. dubna 2004 společností SPV. Album bylo nahráno během "Eternal World Tour 2002" v městech Düsseldorf, Mnichov a Stuttgart.

## Seznam skladeb
| Disk 1 | Disk 1               | Disk 1 |
| Pořadí | Název                | Délka  |
| ------ | -------------------- | ------ |
| 1.     | The Spell            | 0:59   |
| 2.     | We Are One           | 4:41   |
| 3.     | Freedom Call         | 4:55   |
| 4.     | Tears of Taragon     | 5:43   |
| 5.     | The Quest            | 8:30   |
| 6.     | Heart of the Rainbow | 5:40   |
| 7.     | Eyes of the World    | 4:23   |
| 8.     | Metal Invasion       | 7:10   |
| 9.     | Land of Light        | 4:06   |
| 10.    | Warriors             | 4:43   |
| 11.    | Shine On             | 6:40   |
| 12.    | Rise Up              | 4:17   |
| 13.    | Hymn to the Brave    | 5:16   |

| Disk 2         | Disk 2                                         | Disk 2 |
| Pořadí         | Název                                          | Délka  |
| -------------- | ---------------------------------------------- | ------ |
| 1.             | Warriors of Light                              | 4:10   |
| 2.             | Dancing With Tears in My Eyes (Ultravox Cover) | 3:53   |
| 3.             | Heart of the Brave                             | 5:17   |
| 4.             | Kingdom Come                                   | 4:48   |
| 5.             | Tears of Taragon (Story Version)               | 9:50   |
| 6.             | Hiroshima                                      | 4:07   |
| 7.             | Dr. Stein                                      | 4:47   |
| Celková délka: | Celková délka:                                 | 103:56 |

## Obsazení
- Chris Bay - zpěv, kytara
- Cédric Dupont - kytara
- Ilker Ersin - basová kytara
- Nils Neumann - klávesy
- Dan Zimmermann - bicí